# Steudnera
Steudnera, rod aroida iz porodice kozlačevki. Pripada mu 11 vrsta gomoljastog bilja koje raste po šumskom tlu u vlažnim tropskim šumama Azije, od Indije, na istok preko Indokine do jugoistočne Kine.
Stabljika zračna, uspravna do puzajuća. Cvjetovi jednospolni, perigon odsutan;

## Vrste
1. Steudnera assamica Hook.f.
2. Steudnera capitellata Hook.f.
3. Steudnera colocasiifolia K.Koch
4. Steudnera colocasioides Hook.f.
5. Steudnera discolor W.Bull ex T.Moore & Mast.
6. Steudnera gagei K.Krause
7. Steudnera griffithii (Schott) Hook.f.
8. Steudnera henryana Engl.
9. Steudnera hoanglienica V.D.Nguyen, B.H.Quang & Bogner
10. Steudnera kerrii Gagnep.
11. Steudnera virosa (Roxb.) Prain